# Gräfenthal
Gräfenthal település Németországban, azon belül Türingiában. Lakosainak száma 1869 fő (2023. december 31.). Gräfenthal Lichte községgel határos.

## Népesség
A település népességének változása:
| Lakosok száma | 1980 | 1963 | 1878 | 1878 | 1869 |
|               | 2017 | 2019 | 2021 | 2022 | 2023 |